# Melanonaclia lugens
Melanonaclia lugens là một loài bướm đêm thuộc phân họ Arctiinae, họ Erebidae.